# Руше, Эжен
Эжен Руше (фр. Eugène Rouché; 18 августа 1832, Сомьер, департамент Гар — 19 августа 1910, Люнель, департамент Эро) — французский математик.

## Биография
Эжен Руше родился в Сомьере. Получив среднее образование в коллеже Сен-Барб (Париж), он в 1852 году поступил в Политехническую школу, которую и окончил в 1854 году. Проработав один год в Нанте, он стал преподавателем математики в Лицее Карла Великого. Защитив в 1858 году сразу две докторские диссертации, он получил должность экзаменатора на приемных экзаменах в Центральной школе, где и проработал до 1877 года. Кроме того, в 1861—1883 годах он был преподавателем геометрии в Политехнической школе. В 1884 году он стал заведующим кафедрой начертательной геометрии Национальной консерватории искусств и ремёсел, где и проработал до выхода на пенсию в 1905 году.

## Семья
В 1861 году Руше женился на Сюзанне Элен Мари Бузанке. Их сын Жак (1862—1957) был известным театральным деятелем и режиссёром, более тридцати лет руководил Парижской оперой.

## Научная деятельность
Руше написал множество статей по математике. Его самым известным достижением в комплексном анализе является теорема Руше, опубликованная в Journal de l'École polytechnique в 1862 г. Кроме того, он опубликовал доказательство теоремы о решении системы линейных уравнений, которую в русскоязычной литературе принято называть теоремой Кронекера — Капелли, однако в Италии и англоязычных странах это теорема Руше — Капелли, а в Испании и странах Латинской Америки — теорема Руше — Фробениуса.
Руше написал несколько учебников, причём «Трактат по геометрии» («Traité de géométrie», совместно с Шарлеми де Комбрусом) переиздается и в наши дни.
В 1883—1884 гг. Эжен Руше был президентом Французского математического общества. В 1896 году он был избран в Академию наук.

## Память
Именем Эжена Руше названы улицы в городах Сомьер и Люнель.